# 中集集團
中国国际海运集装箱（集团）股份有限公司（深交所：000039/200039（B股已除牌），简称：中集集團/中集B；港交所：02039），是一家总部位于中国深圳的上市跨国企业集团，由招商局集团与丹麦宝隆洋行合资创立于1980年1月14日。主营物流和能源装备，拥有300余家成员企业及4家上市公司，2023年全年营业收入1,278.10亿元。

## 公司概况
中集集团成立于1980年1月14日，由招商局集团与丹麦宝隆洋行合资创立，公司总部位于广东省深圳市南山区蛇口工业区港湾大道2号中集研发中心。初期由宝隆洋行派员管理，麦伯良自1991年起长期担任公司董事长，以集装箱制造为主业。
1994年，中集集团在深圳证券交易所上市（股票代码：000039），2012年12月在香港联交所上市（股票代码：02039）,是A+H股公众上市公司，其主要股东包括深圳市资本运营集团、招商局集团等。
中集集团在亚洲、北美、欧洲、澳洲等地区拥有300余家成员企业及4家上市公司，客户和销售网络分布在全球100多个国家和地区。
2023年，中集集团实现营业收入约1278亿元（人民币），净利润约18.63亿元（人民币）。 

## 业务领域
中集集团以“物流装备”和“能源装备”为双主线，形成以下八大业务板块，产品和服务覆盖全球100多个国家和地区。

### 集装箱制造
2024年集装箱营收622.05亿元，同比增长105.89%，贡献集团35%的营收。产品包括标准干货箱（2024年销量343.36万TEU，同比激增417%）、冷藏箱、特种集装箱等，并探索模块化数据中心、储能集装箱等新应用。  
推动智能化与低碳化，如模块化数据中心采用液冷技术，建设周期缩短40%，PUE低至1.4。

### 物流服务
2024年营收313.89亿元，同比增长55.65%，覆盖海运、陆运、空运及仓储服务，子公司中集世联达提供全球物流网络支持。

### 道路运输车辆
通过子公司中集车辆（上市主体）生产半挂车、罐式车等，2024年营收209.98亿元，市场份额连续十年全球领先，生产基地布局中国、北美、欧洲。

### 金融及产城发展等创新业务
通过中集产城提供金融租赁、产业园区开发等业务支持主业发展，2018年营业收入28.93亿元。
包括模块化建筑（如马来西亚超大型数据中心项目）、储能装备（累计出货超60GWh）、AI工业化（智能焊接机器人“中集飞秒”）等，推动产业链延伸。

### 能源、化工及液态食品装备
主营LNG储运设备、化工罐箱等，子公司中集安瑞科2024年营收247.56亿元，新增LNG运输船订单108亿元。

### 循环载具
通过中集运载科技提供可循环包装器具，2024年营收24.29亿元，支持汽车、化工等行业低碳转型。

### 海洋工程
通过中集来福士研发高端海工装备，2024年营收165.56亿元，同比增长58.41%，净利润扭亏至2.24亿元。新签订单32.5亿美元，包括FPSO船体总包、FLNG改装等“皇冠级”项目，在手订单达69.2亿美元。  
自主建造的“蓝鲸1号/2号”钻井平台最大作业水深3658米。

### 空港与自动化物流及消防设备
通过中集天达提供空港设备及智能物流系统，2024年营收71.93亿元，业务覆盖40余国，并扩展至消防救援装备领域。

## 全球布局
全球拥有300余家成员企业及4家上市公司（含A股、H股），员工约5.07万人。
分布于亚洲、北美、欧洲、澳洲等20多个国家和地区，海外实体企业超30家。

## 财务与经营数据
2021-2023年营收波动显著，分别为1636.96亿、1415.37亿、1278.10亿元；归母净利润从66.65亿降至4.21亿元，主要受行业周期影响。
2024年营业收入1776.64亿元，同比增长39.01%；归母净利润29.72亿元，同比增长605.6%。集装箱业务贡献营收622.05亿元，同比增长105.89%，净利润40.88亿元，海外市场营收占比54%。
2025年拟提供不超过850亿元担保，支持子公司及关联方发展。

## 股权概况
1994年在深圳证券交易所上市，目前主要股东分别是中远集团21.8%和招商局国际有限公司25.5%。
2012年，市传公司的B股于深交所除牌，转至香港以H股上市，最后交易日为11月29日，并且于12月5日至11日让投资者申报是否以每股9.83港元行使现金选择权，出售股权，手续完成后并成为第一只以B转H上市的公司。原持有中集集团B股的内地投资者会改为持有代码为299901的中集H代。
中远太平洋2013年5月20日公布，以现金代价约12亿美元（约95亿港元或75.62亿元人民币）出售其间接持有的全部21.8%中集集团（2039）股权，予最终控股股东中远集团。
2013年12月24日中集集团（2039）日前公布，同意按股份当日收市价14.32元折让约5.87%，向中远集装箱、Broad Ride及Promotor Holdings配发共2.86亿股新H股。每股认购价13.48元，集资38.6亿元，发行股份占扩大后H股16.67%。配股所得款项将用作公司营运资金及提供稳定财务支持。配股完成后，3名股东的持股量将分别增至8.1%、7.3%及4.85%，大股东招商局集团的股权将被摊薄至23.06%。

## 社会影响
连续多年入选《财富》中国500强（2022年排名第84位）,董事长麦伯良入选“2019福布斯中国企业跨国经营杰出领导人”。

## 争议与风险
2023年资产负债率60.05%，天眼查显示公司存在数百条风险提示，包括关联担保及业绩波动。

## 鏈接
- 中集集團 （页面存档备份，存于）